# ThinkPad X

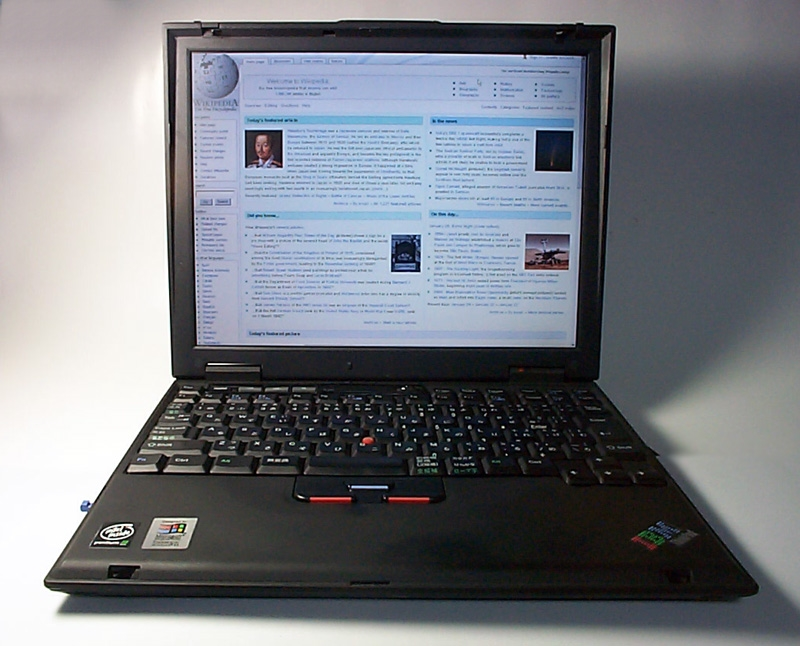
ThinkPad X20

ThinkPad Xシリーズ（シンクパッド エックス -）は、レノボ（元はIBM）のノートパソコン、ThinkPadブランドの一シリーズ。

## コンセプト・特徴
ThinkPad Xシリーズは『パワーモバイル』をコンセプトとしており、携帯性を重視しながらも、高性能を維持したシリーズである。
基となった系統（前モデル）は2シリーズあり、一回り大きなThinkPad 570シリーズと小さなThinkPad 240シリーズの後継と位置づけされている。
ThinkPad 240/ s30 が携帯性あるいはバッテリー持続性を最重視しているのに対し、Xシリーズはそれらより一回り大きくなり（12.1インチ画面のB5ファイルサイズ）、携帯性は若干後退している。また、バッテリー持続性よりも性能バランスを重視している。
1スピンドルノートPCであり、フロッピーディスクドライブとCD-ROMドライブは基本的にオプションとなっている。USB接続の外付けドライブ または 専用のウルトラベース（ドライブベイを持ったドッキングステーションまたはポートリプリケーター。後節を参照。）を用いる。ウルトラベースは前モデルのThinkPad 570シリーズから採用され、本体に収まりきらないドライブ類やレガシーデバイスをウルトラベースに収めるという発想で、Xシリーズはそのコンセプトを受け継いでいる。
基本的に本体側のレガシーデバイス・コネクターは排除されており、外付けのストレージデバイスはUSB接続となる。X2x、X3xではコンパクトフラッシュスロットが搭載された。X4x、X6xではSDメモリーカードスロットが搭載されている。

## ThinkPad X2x系

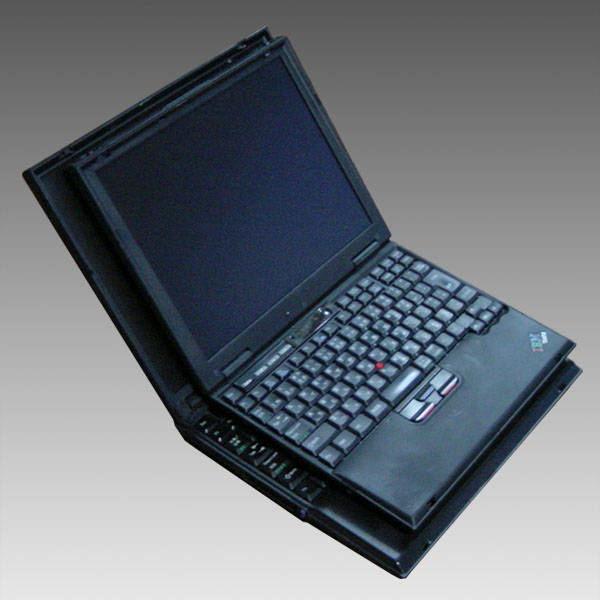
ThinkPad X22 12.1型（上）とT23 14.1型（下）

ThinkPad X2xシリーズは、搭載されるチップセットの違いにより、X21までとX22以降のモデルに大きく2分される。X22以降のモデルでは、CPUがTualatinコアのPentium IIIにアップグレードされ、チップセットもこれをサポートするものに変更されている。また、無線LANを内蔵するモデルが加えられた。
筐体は、底面がマグネシウム合金、パームレストがCFRP（カーボンファイバーが配合されたプラスチック。カーボン積層板ではない）、LCDパネル裏の天面はチタン複合素材（チタンが配合されたプラスチック。チタン合金ではない）製である。なお、X22以降では、LCDの左右に無線LANのアンテナを内蔵するため、アンテナの部分には金属を含まない通常のプラスチックを嵌め込んだ窓が設けられている。
ラインナップ
- X20、X21：i440ZXMチップセット搭載。CPUはCeleron 500MHz または Pentium III 600MHz/700MHz。
- X22、X23、X24：i830MPチップセット搭載。CPUはPentium III-M 733MHz - 1.13GHz、ビデオチップはATI Mobilitｙ Radeon（8MB、4×AGP）。

## ThinkPad X3x系
ThinkPad X3xシリーズは、筐体の左奥が面取りされたデザインで、T3xシリーズをそのまま小さくしたような外観を持つ。当初から、新世代CPUであるインテルPentium Mを核とするCentrinoプラットフォームの採用を前提として開発され、X3xシリーズの制定を前にプロトタイプは完成していた。しかしX24の時点でX2x用筐体の放熱に余裕がなくなっていたこと、ThinkPadシリーズ全体が新しい30番台に切り替わることなどから、Xシリーズだけ先延べすることは社内的に許されず、X24とほぼ同仕様のままX30へのモデルチェンジが行なわれた。しかし、近いうちにPentium Mとそれに対応するi855系チップセットファミリの発表と、それを採用した当シリーズ機種の発売も明らかであったことから、市場での人気は低いものとなり、販売期間もわずか4ヶ月程である。
程なくして、Pentium Mが発表され、それを搭載したX31が2003年3月に発売された。システムボードの変更によってボトムケースは新設計となったが、外観の印象はX30と変わっていない。グラフィックチップは i855GM チップセットに統合されたものではなく、再びATIのMobilitｙ  RADEON（4×AGP）となった。X22 - X24までのものに比べ、ビデオメモリは16MBと倍増しているが、採用されたものが一貫して性能が低い無印のRADEONであったため、一部には批判もあった。サウスブリッジがICH4シリーズになったことでUSBも1.1から2.0に更新された。X30は背面と右側面に一箇所づつUSBポートを備えているが、X31からヒートシンクが大型化したため、排気口に隣接する側面のものが左側へ移動している。
Xシリーズには間を開けずに新製品のX40が追加されているが、同じXシリーズではあるものの、性格が異なることから併売されることとなった。さらに、X32のCPUとして採用が決定していた Dothan の発売が二度にわたって延期されたため、X31は単一モデルでは異例となる、1年半以上の長きにわたって販売が続けられた。
X32ではCPUが Dothan となる。同時発売のX41ではチップセットがi915GMS Express となったが、X32は消費電力と発熱の少ない 855PM のまま据え置かれている。
ラインナップ
- X30：i830GMチップセット搭載。CPUはPentium III-M 1.06 GHz/1.2 GHz。 また、Thinkpad 10周年記念モデルとしてミラージュブラック（ピアノ調黒塗装）天板の2,002台限定モデルがある。
- X31：i855Mチップセット搭載。CPUはPentium M 1.3 GHz - 1.7 GHz。
- X32：i855Mチップセット搭載。CPUはPentium M 725 - 745[4]。

## ThinkPad X4x系
ThinkPad X4xは、sシリーズの販売終了以来空白になっていたコンパクトモバイルクラスのラインナップを埋めるべくリリースされた。日本市場を強く意識して軽量さとコンパクトさに重点が置かれている。1.8インチHDDと発熱の少ない低電圧CPUの採用や、メモリをマザーボードに実装し、空きスロットを1つのみにするなど、小型軽量化を最優先した割り切った設計が特徴である。一方、性能面ではこれによる代償も少なからずあり、価格帯も上昇したため、X40のリリース後もX31は併売され、X41とX32は同時期にリリースされるなど、X3x系とは棲み分けがなされていた。
LCDとキーボードはX3x系と同じサイズを維持しつつ、筐体のフットプリント縮小、薄型化を進めており、X3x系より標準バッテリ（X40の場合）装着時で約400g軽量化している。一方、この軽量化は、標準バッテリの容量削減、低電圧版以下のCPUを前提としたCPUヒートシンク、冷却ファンの簡素化、ノースブリッジ統合グラフィックス、1.8インチHDDの採用によるところが大きい。特にHDDは、実質的に日立グローバルストレージテクノロジーズの1.8インチHDD（IDEコネクタ）専用であり、性能的には同時期の2.5インチHDDより見劣りのするものである。これらをどう捉えるかでX4xの評価は分かれる。
X41はチップセットをFSB533MHｚとDDR2-533（PC2-4200）のデュアルチャネルメモリーに対応した i915GMS Express + ICH6M に刷新したものであるが、メモリアクセス速度やグラフィック性能などが向上した反面、バッテリ駆動時間は約21%の短縮（扁平4セル標準バッテリ装着時のカタログ値で3.2時間→2.5時間）を招いており、上位モデルでは標準バッテリが8セル大容量のものになっている。これに対しX3x系では、最終モデルのX32でも i855PM + ICH4M が踏襲されている。主にチップセットによる発熱の増加に対し、冷却も見直されている。バッテリ駆動時間の大幅短縮の結果、併売が前提のX32に加え、X40も引き続き販売されることとなった。
X41 TabletはX41をベースとしたタブレットPCであり、IBMのPC事業がレノボに売却されてから初のXシリーズのリリースとなった。
ラインナップ
- X40：i855GMチップセット搭載。CPUは超低電圧版または低電圧版のPentium M 1.0GHz - 1.4GHz、 Pentium M 713 - 753, 718 - 778。
- X41：i915GMS Expressチップセット搭載。CPUはPentium M 758, 778。
- X41 Tablet：i915GMS Expressチップセット搭載。CPUはPentium M 778。

## ThinkPad X6x系
レノボ移行後の初開発モデルはThinkPad X6xシリーズとなる。
X6xは、CPUのIntel Coreシリーズへの代替わりを機に、X3xとX4xの流れを統合したモデルである。X4xとほぼ同じサイズの筐体に、X3xと同様の2.5インチHDDと通常電圧版のCPUの搭載や、2つのメモリスロットの設置を可能にしている。
X60シリーズは2006年2月1日に Core Duo と Core Solo（共にYonah）搭載モデルで発表された。
X60は通常電圧版CPUを搭載し、これに対応したサイズのヒートシンクとファンを収めるため、筐体底面後部に張り出しがある。また、標準の4セルバッテリも円筒形セルで、平形（扁平セル）の最軽量バッテリ（4セル・スリムライン・バッテリ）は装着できない（大容量バッテリは円筒形の8セル）。
X60sは低電圧版、または超低電圧版CPUを搭載し、平型の最軽量バッテリを装着でき、この状態でX4xと同じサイズになる。標準（4セル）や大容量（8セル）の円筒形セルバッテリを取り付けた際、バッテリの張り出しで底面左奥のゴム足が接地しなくなるため、安定性確保用としてスペーサーが用意されている。これら以外は細かい仕様の差を除いて共通であるが、X60sの日本モデルはLCDパネルが金属枠のない軽量なものとなっている。
HDDはXシリーズ初のシリアルATAで、2.5インチサイズのものを搭載する。ただし、X60sの最軽量モデル (2533-A5J) には、軽量化（他社とのカタログスペック競争）のためパラレルATA（ZIFコネクタ）の東芝製1.8インチHDDが搭載された（このHDDは本体側2.5インチHDD用コネクタとキャディを別途入手しない限り2.5インチHDDへの換装はできない）。T6x系等と同様にキーボードへのWindowsキーの追加、トラックポイントのボタンのデザイン変更が行われている。Xシリーズとして初めて、無線デバイス（無線LAN、Bluetooth）のハードウェアスイッチが設けられた。
同年10月24日発表のモデルから、デュアルコアCPUは Core 2 Duo (Merom) に置き換えられた。この後期型ではMIMOにも対応しており、中でもT7200搭載モデルには MIMO 2X3 仕様がラインナップされ、それらにはトップカバー右端に非常に目立つ第三アンテナ用のバンプ（張り出し）が備わっている。
X61シリーズからはチップセットが GM965 Express + ICH8M となり、第4世代Centrinoの Centrino Pro テクノロジが搭載された。CPUは前期がすべて Merom、後期は標準電圧版のみが Penryn（FSB 800 MHz）となる。一部モデル（7675-5BJ等）ではKDDIのau回線網を使ったワイヤレスWANモデルも発売された。
X60シリーズですでに無線LANカードの直上にあたる右パームレストの温度上昇が指摘されていたが、X61シリーズから Mini PCI Express カードスロットが2つに増設されたため、冷却対策としてパームレスト右端に吸気口が追加されている。
X61は かなりよくできた過去の人気モデルであり、速度はすべてSATA1速度だったが、改造BIOSを適用しチップセットで可能なSATA2速度対応にする、液晶を高精細なものに交換したり本来3xxかX201まで無いLED光源にする、果ては樹脂パーツ部分に頑丈で軽いカーボンのものを自前で作って交換するなどの猛者も世界各地に現れた。パーツや分解方法が公式に開示されるThinkPadだが、他のモデルではポテンシャルが決まっていたり、最初から対応していたりするので、ここまで改造された例はあまりない。
ラインナップ
- X60：X3xの後継。モバイルインテル945GM Expressチップセット搭載。CPUは標準電圧版Core Duo T2300、T2300E、T2400、もしくはCore 2 Duo T5500、T5600、T7200、もしくはCore Solo T1300。
- X60s：X4xの後継。モバイルインテル945GM Expressチップセット搭載。CPUは低電圧版Core Duo L2300、L2400、L2500、もしくは超低電圧版Core Solo U1300。
- X60 Tablet：X41 Tabletの後継。モバイルインテル945GM Expressチップセット搭載。CPUは低電圧版Core Duo L2400。
- X61：モバイルインテルGM965 Expressチップセットを搭載。CPUは標準電圧版Core 2 Duo T7100、T7300。
- X61s：モバイルインテルGM965 Expressチップセットを搭載。CPUは低電圧版Core 2 Duo L7300,L7500。
  - ThinkPad生誕15周年を記念して、X61sをベースに手縫いのレザーカバー・3年間の専用特別サポート等が付いた限定モデル「Reserve Edition」も発売された。但し、販売国限定で、日本では発売されていない。
  - 日本向けには同15周年記念限定モデルとして、かつてThinkPad 600等の上位モデルで使われた高級質感塗装を採用し、英語キーボードを選択可能にした「X61s 15th Anniversary Edition」を315台限定で発売した。（315台完売直後に台数限定なしで追加注文を受け付けているため、実際の出荷台数は不明）。
- X61 Tablet：モバイルインテルGM965 Expressチップセットを搭載。CPUは低電圧版Core 2 Duo L7500。

## ThinkPad X3xx系
ThinkPad X3xx系は、Xを冠してはいるが、従来のXシリーズとは一線を画し、当時の高級モデルを目指したもので、WXGA+13.3型ワイド液晶ディスプレイ（LEDバックライト）を採用し、光学ドライブを内蔵するなど一回り大きくなり、Tシリーズとの中間に位置する仕様となっている。ただし、ThinkPadの中で最も薄く（18.6 - 23.4mm）、重量は1.4kg程度まで抑え、CPUも低電圧版Core 2 Duoを採用、さらにHDDの代わりにSSDを採用するなど、パワーよりもバッテリー持続時間やポータビリティーを重視している。ウルトラナビを搭載した最初のXシリーズとなった。
ラインナップ
- X300：モバイルインテルGM965 Expressチップセットを搭載。CPUは低電圧版Core 2 Duo SL7100。
- X301：モバイルインテルGS45 Expressチップセットを搭載。CPUは超低電圧版Core 2 Duo SU9400。

## ThinkPad X20x系
ThinkPad X20x系は、従来のXシリーズの流れを汲むものの、12.1型ワイド液晶ディスプレイを採用するなど画面のワイド化の流れに則っている。重量は1.4kg程度と従来とほぼ同じである。HDDは従来と同様2.5インチS-ATAタイプを採用し、ハイパフォーマンスとなっている。縦方向の寸法はX6x系などとほぼ同じだが、横方向の寸法が27mm拡幅されており、厚みは若干だが薄くなっている。横幅の拡幅により、X6x系でキートップ幅が縮小されていた右寄り2列分のキーが他と等幅に変更され、さらに省略されていた右Altキーが復活している。X6x系では8セルバッテリーとの干渉を避けるため、背面にポート類は一切無かったが、X20x系でもこの配置が踏襲されている。
X20xsは携帯性を重視し1.1kg程度で軽量化が図られ、低電圧版CPUを搭載してパフォーマンスよりもバッテリーライフを重視している。X200sのWXGA+モデルが選択可能になったのが2009年6月以降である。
液晶ディスプレイパネルは1280×800ドット (WXGA) および1440x900ドット (WXGA+)。LEDバックライト付きTFT液晶ディスプレイパネル搭載モデルも多い。
ラインナップ
- X200：モバイルインテルGM45 Expressチップセットを搭載。CPUは標準電圧版Core 2 Duo T9550、P8800、P8600 もしくは P8400。
- X200s：モバイルインテルGS45 Expressチップセットを搭載。CPUは低電圧版Core 2 Duo SL9400 もしくは SL9300。(CTO 仕様などで例外有。）
- X200Tablet：モバイルインテルGS45 Expressチップセットを搭載。CPUは低電圧版Core 2 Duo SU9300、SL9300もしくはSL9400 。
- X201/X201i：モバイルインテルQM57 Expressチップセットを搭載。CPUはCore i3 / i5 / i7シリーズ。
- X201s：モバイルインテルQM57 Expressチップセットを搭載。CPUはCore i7シリーズ。
- X201Tablet：モバイルインテルQM57 Expressチップセットを搭載。CPUはCore i7シリーズ。

## ThinkPad X220系
2011年3月29日発表。
全体の形状が新たに再設計された。ラッチレス構造の筐体に、OSはWindows 7、第2世代Intel Core iプロセッサー (Sandy Bridge) を採用。
排熱ファンとヒートシンクの大きさは従来とそこまで変わらず、平均的なモデルでは最大消費電力35W、ターボブースト時は3.0Ghz以上の熱いCPUであった為、正常な使用でも高温となりやすく、ソフト側の制御方法によっては冷却性能を超える熱が発生し100度を超えてダウンすることがあった。このせいで以前のモデルでは遅いながらも動作するソフトが動作しない場合がまれにある。（CPUはこれ以降の世代で発熱は抑えられ、OS側もWindows 8からはユーザーがターボブーストオフを行えるようになった）
IPSパネルも選べる液晶ディスプレイは12.5インチHDワイド（1366x768ドット）で、バックライトは完全にLEDに移行。
キーボードはT400sにも搭載されている、EscキーとDelキーを大型化したものを採用。トラックポイントの他にマルチタッチ対応ボタンレス・タッチパッド搭載。とはいえビジネス向けノートとしての地位獲得にタッチパッドが必要になりつつあった時代のもので、申し訳程度のもの。
6セルバッテリー装着時の重量は平均1.46kg（レノボ公式）で、従来の「s」に相当する軽量モデルは無い。最大メモリ8GBとカタログにあるが、16GB搭載可能。発売時期には一枚8GBメモリがなかったためで、完全に規格に沿えておりDDR3、DDR3Lの両対応。
SATAポートはSATA3速度、pcieポートはSATA2速度。電源コネクタは再び背面に配置されている。今までモノラルだったスピーカーがステレオスピーカーとなった。
クラシカルでデスクトップ用に近いキーボードを搭載した最後のXシリーズ。
ラインナップ
- X220/X220i：モバイルインテルQM67 Expressチップセットを搭載。CPUは第2世代Core i3 / i5 / i7シリーズ。
- X220Tablet：モバイルインテルQM67 Expressチップセットを搭載。CPUは第2世代Core i5シリーズ。

## ThinkPad X230系
2012年6月5日発表。
チップセットが 7 Series、CPUがIvy Bridgeとなる。筐体と内部基板はX220のデザインと寸法を踏襲、CPUが高温になり底板が熱くなる現象もCPU側から少し改善したが、まだ残っている（次の世代のCPUで発熱と消費電力は一気に低減した）。X220と同じ底板とバッテリーの形状だがX220のバッテリーは流用できない。
キーボードは7列レイアウトから他社同様の6列となり、キーもアイソレーションタイプとなって、以前からのファンを狼狽えさせた。ひとつ前のX220のキーボードは旧タイプのThinkPadの集大成のキーボードでX230はXシリーズ初のアイソレーションタイプであったため、混成可能なX220の表面パーツに交換して以前のキーボードを接続しようとする者も現れた。アイソレーションタイプであってもコストは割かれており使用感はアイソレーションタイプの中では考えられている。
ポート類では、USBが3.0 x 2と2.0のパワードUSBポートｘ1、DisplayPort が Mini DisplayPort へそれぞれ変更されている。
新機能としては、これ以降のモデルでも選択可能となるキーボードバックライトが搭載された。
ここまでのXシリーズでは珍しい、メモリ16GB搭載しOS起動が可能な機種。
天板と底板にマグネシウム合金を使用、ThinkLight搭載はこの機種が区切りである。
ラインナップ
- X230/X230i：モバイルインテルQM77 Expressチップセットを搭載。CPUは第3世代Core i3 / i5 / i7シリーズ。
- X230Tablet：モバイルインテルQM77 Expressチップセットを搭載。CPUは第3世代Core i5シリーズ。

## ThinkPad X240系
今までマグネシウム合金だった天板と底板は、X240からは固いプラスチック。大きく姿が変わり、これまで殆どすべてのThinkPadにあったピーチスキンも無くなったことで、コストが下がり剥げにも強くなった。タッチパッドが大きくなったが、メモリスロットが一つしかない。キーボードライト選択可能で、ThinkLightが無いので、選択しないとキーボードを照らす機能が無い。
コストを下げて使用感を下げず、競争力を維持しようとしていることがうかがえる。x60シリーズの時から底面バッテリーで可能ではあったが、より軽量にバッテリーのホットスワップが可能。タッチパネルやフルHD液晶などを選択可能。

## ThinkPad X250系
CES2015にて発表、日本では2015年2月11日から発売開始。第5世代Coreプロセッサ(Broadwell)を採用。以前の物理クリックボタンが戻ってきた。

## ThinkPad X260系
新規格が増え、新たにDDR4規格16GB一枚のメモリが登場。（これまでXシリーズの16GB対応はX220とX230のみであった。）

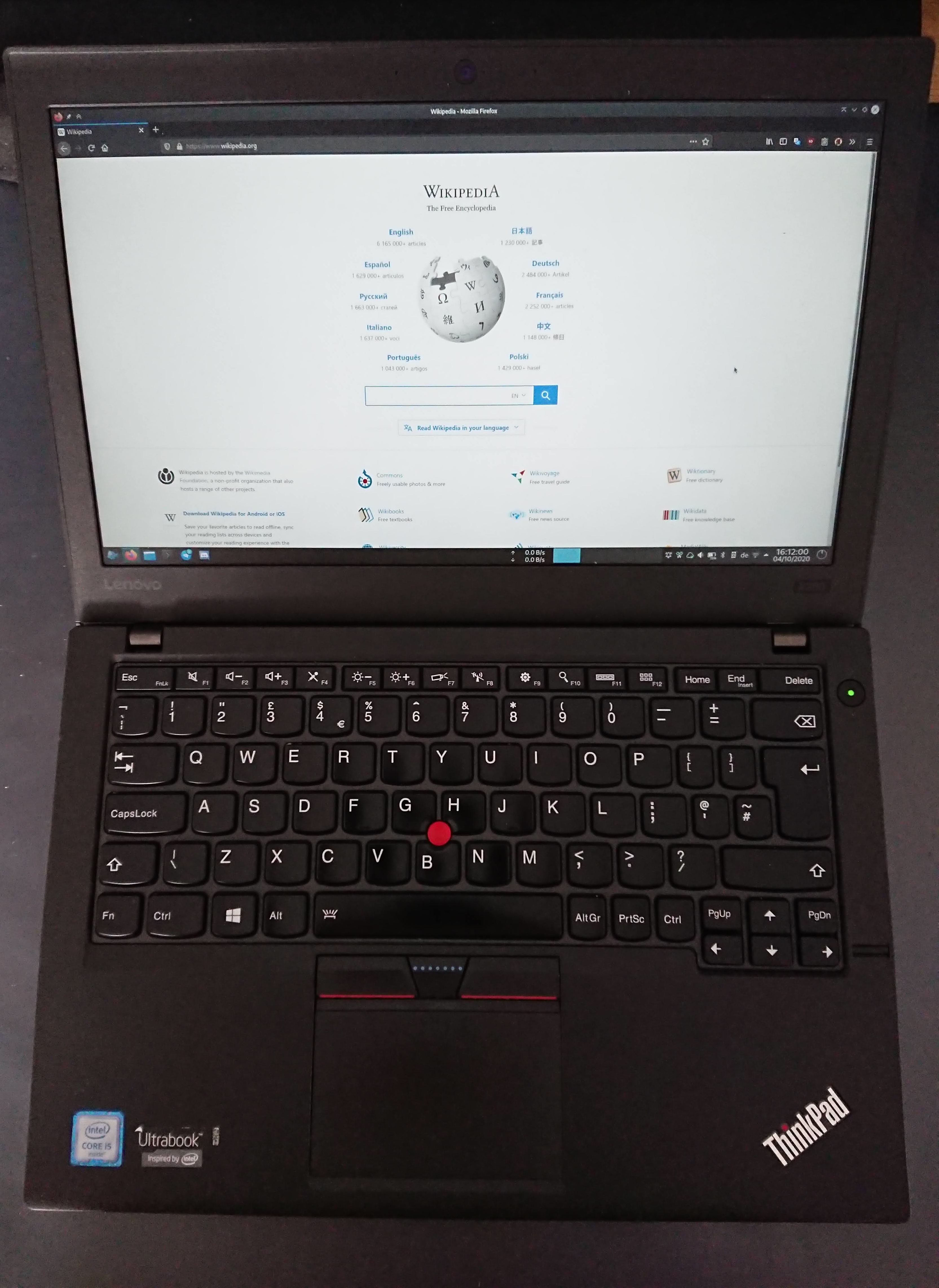
ThinkPad X260

この機種の発売と同時期にX250に16GB一枚差しモデルが出るなど、一枚で16GBのメモリがDDR3とDDR4規格で登場した。（登場時、一般には販売されていない）
これによりメモリ16GB対応となった。第6世代Coreプロセッサ(Skylake)を採用し、NVMe SSDも搭載可能に。さらに外部ディスプレイ出力用のD-sub15ピンが廃止され、HDMIポートが搭載された。

## ThinkPad X270系
2017年2月8日受注開始。第7世代Coreプロセッサ(Kabylake)を採用。基本的にX260を踏襲。USB Type C端子が追加されるなど、いくつか端子の構成が変更。同じ筐体でAMD系のCPUを搭載したA275も登場。

## ThinkPad X280系
筐体が一新されて薄く軽量になったが、メモリの換装はできなくなった。充電方式がUSB Type C端子によるPower Delivery規格に変更された。Ethernet端子がなくなるなど端子の構成も変更。同じ筐体でAMD系のCPUを搭載したA285も登場。

## ThinkPad X390系
狭額縁を採用。画面サイズが12.5型から13.3型となったため、数字の百の位が3となった。また、ボディサイズがX280に比べ僅かに大きくなっているが、厚さは僅かに薄くなっている。このモデルから画面のぞき込みを防止する、PrivacyGuard液晶が選択可能となった。同じ筐体でAMD系のCPUを搭載したX395も登場。このモデルではAMD系CPU搭載シリーズのアルファベットがAからXへと変更され、モデルナンバーの一桁目で区別する。

## ThinkPad X13 Gen 1系
モデル名の命名規則が変更された。Xを冠し、画面サイズの13となった。AMD系搭載モデルも、Intel系搭載モデルと同じ命名規則となる。基本的にX390を踏襲。F9～F11のファンクションキーを改良、新型コロナウイルスによるテレワーク増加を背景に受話・終話キーが追加された。この世代からWi-Fi6に対応。

## ThinkPad X13 Gen 2系
画面のアスペクト比が16:10となり、新たに解像度を高めた液晶も選択可能となった。DDR4からLPDDR4Xメモリに変更された。また端子の構成が変更され、Thunderbolt4に対応した。この世代から電源ボタンが指紋認証と一体化したほか、5G対応モデルが選択可能になった。その一方で、microSDカードの増設はできなくなった。

## ThinkPad X13 Gen 3系
Ethernet拡張端子がなくなり、Thunderbolt4が2つ接続出来るようになるなど端子の構成が変更。この変更によりドッキングコネクターを用いたドッキングステーションの接続は出来なくなった。LPDDR5メモリに変更された。

## ThinkPad X13 Gen 4系
前世代より軽量化。インカメラが高性能化したことにより、ディスプレイ上部に少し出っ張りがある形となった。Windows Helloに対応する赤外線カメラ搭載モデルは、Full HDから5メガピクセルへ解像度が上がった。この世代から、OLEDディスプレイ搭載モデルが選択可能。

## ThinkPad X13 Gen 5系
全モデルでディスプレイ上部のカメラは5メガピクセルへ解像度が上がった。Intel系搭載モデルはCore Ultraを搭載。メモリは16GBからとなり、新たに64GBを搭載したモデルも追加された。

## ThinkPad X1系
軽くて薄い14型のノートパソコン。高級機種をイメージしており、その時々で工夫されて贅沢なパーツを使っている。CPU外のGPUなども無いので、性能自体は同時代の他の最高構成のXシリーズとあまり変わらないが、比べると作業領域は広く重量は軽くなっており、操作や使用感の為の新機能が付加されている場合がある。バッテリーは筐体を分解しないと交換できない。ThinkPadらしく液晶は普通もしくはそこまで良いものではない事もあるが、全体的に頑丈。2000年代初頭まで、液晶は見えさえすれば良い、という事が記事に大っぴらに描かれることもあったThinkPadにしては、逆に、有機ELモデルのThinkPad X1 YOGAという機種も発表された。YOGAは液晶ヒンジが従来の180度を大きく超えて裏面にぴったりと沿うまで開くタブレットモードも備えている。

### X1 Carbon
2012年レノボが発表し、毎年新機種がリリースされているThinkPadのフラグシップモデルである。2016年からはX1シリーズを独立したブランドとして宣伝し、デスクトップモデルThinkCentre X1も存在する。

## ThinkPad X100系
2010年5月にリリースされたThinkPad X100eは、従来のXシリーズの流れとはやや異なり、外観にIdeaPadシリーズのような思想が取り込まれ、外装がブラックのみでなく、ホワイトやレッドのものも登場し、カラーバリエーションが増やされている。トラックポイントは当然搭載されており、ウルトラナビも搭載されている。キーボードはThinkPadとしては初めてアイソレーションタイプが採用された。
堅牢性については、コストダウンのためにロールケージのような複雑な補強は無く、かつての X30 シリーズのように天板中央を微妙に膨らませるなど、簡易的な手法を採っている。日本に導入されているモデルはディスプレイが11.6インチWXGA1366×768ピクセルのもののみ。ThinkPadとしては久しぶりにAMD製CPUが搭載された。
2011年2月にX110eの日本国内での販売が終了し、日本へのX1xxシリーズの導入も一時中断となった。コンシューマ向けの位置付けであるThinkPad Edge 11に、デュアルコアCPU（2010年9月）や非光沢画面（2011年4月）を搭載したモデルが順次設定されており、これが実質的な後継モデルとなっている。
ラインナップ
- X100e：AMD M780Gチップセット搭載。AMD Athlon Neo MV-40。
- X100e：AMD M780Gチップセット搭載。AMD Athlon Neo X2 L335/L625（オンライン販売限定）。

## ThinkPad X12x系
2011年1月発表（同年3月発売）のX120eは、仕様が近いThinkPad Edge 11がすでに発売されている、日本、西ヨーロッパ、オーストラリア、ラテンアメリカでの販売は無かった。また、これらの国に導入された ThinkPad Edge には11.6インチワイドモデルが含まれておらず、両者の棲み分けが図られている。
X100eとほぼ共通の筐体ながら、Zacateのコードネームを持つAMD Fusion APU Eシリーズプラットフォームに刷新され、メモリーもDDR3 SDRAMとなった。グラフィックスは統合型のRADEON HD 6310を核としたAMD VISION Proテクノロジーで、動画再生支援機能のUVD3を搭載する他、Direct3D 11やHDMI1.3出力端子をサポートし、X100e（M780Gチップセット）比でグラフィックス性能が65%向上している。システム全体の消費電力も低減しており、6セルバッテリーでの稼働時間が5.3 - 5.5時間から6.6 - 7.5時間（カタログ値）へと伸びている。また、OSの起動、終了が速くなるLenovo Enhanced Experience 2.0 for Windows 7にも対応している。
2011年7月5日に X121eが発表される。
これまでAMDのみであったプラットフォームにインテル版が追加され、処理能力やバッテリー稼働時間でEdgeシリーズを下回っていたギャップが解消された。入れ替わりにEdgeシリーズから11.6型が廃止されており、X121eはこの受け皿となることをも考慮し、これまでのXシリーズには見られない、角やパームレストに丸みを持たせた筐体となっている。
ラインナップ
- X120e：日本未発表。AMD Bobcat E-240/E-350[27]
- X121e：Intel Core i3-2367M、AMD E-300/E-450。320GB HDD または 128GB SSD

## i Series 1620
IBM i Seriesの発売が決定し、X20シリーズからは派生モデルとして、i Series 1620が販売された。筐体色はブラックシルバー（ソフトブラックメタリックと黒のツートーン）とされ、一部のモデルを除きウルトラベースが標準添付だった。ブラックシルバー塗装が不評だったことから、X21をベースにしたi 1620の新製品はラバーブラックとなり、ウルトラベースも別売となった。LAN機能は未搭載だったが、X20シリーズではLANコントローラはminiPCIで実装することとなっており、X20と部品は共有されていたことから、出荷時実装されていたモデムカードをLANカードに換装することで可能だった。

## ウルトラベース

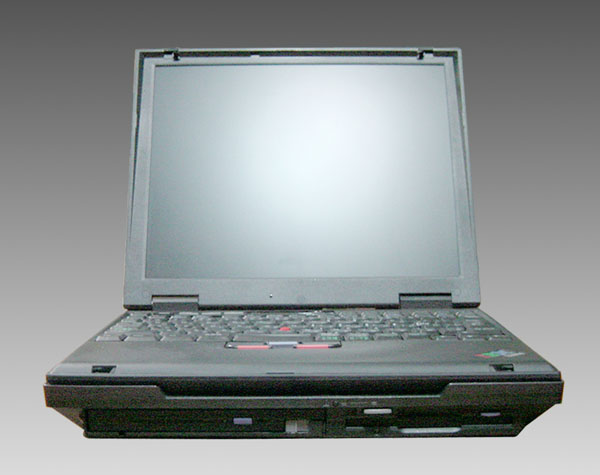
ウルトラベースを装着したThinkPad X22

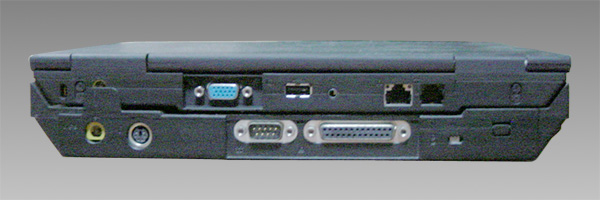
ThinkPad X22とウルトラベースの背面

ThinkPad Xシリーズにはウルトラベース（ドッキングステーション、ポートリプリケーター）が用意されており、Xシリーズの本体をウルトラベースに装着することにより、機能を拡張することができる。
ウルトラベースには光学ドライブ（ウルトラベイなどのドライブベイに装着する構造である）、フロッピーディスクドライブ、PS/2コネクタ、パラレルポート、および、シリアルポートなどが搭載されており、ウルトラベースを利用することで、2スピンドルモデルかあるいはそれ以上に相当する装備を容易に使用できるようになる。
ウルトラベースは、X2xシリーズであればX2xシリーズ用ウルトラベース、X3xシリーズであればX3xシリーズ用ウルトラベース、のように、それぞれに対応した製品が用意されている。